# 筧文生
筧 文生（かけひ ふみお、1934年11月16日 - ）は、日本の中国文学者。立命館大学名誉教授、日本中国友好協会京都府連合会会長。
唐・宋文学を専門とし、また魯迅を中心とした近代文学も研究。夫人は同じく中国文学者の筧久美子（神戸大学名誉教授）。

## 略歴
- 滋賀県出身[1]。
- 京都大学文学部を卒業。同大学院博士課程満期退学。
- 1972年から立命館大学で教員、教授となる。
- 2000年、同大学を定年退任。2005年3月まで同大学の特任教授。
- 2010年より立命館孔子学院長。
- 立命館大学名誉教授、日本中国友好協会京都府連合会会長。

## 著書
- 『幽黙と風流－中国ことばの散歩』日中出版 1982年5月
- 『中国の都城6－成都・重慶物語』集英社 1987年12月
- 『国際化と異文化理解』法律文化社 1990年1月
- 『風呂で読む唐詩選』世界思想社 1995年2月
- 『風呂で読む李白』世界思想社 1996年6月
- 『唐宋文学論考』創文社〈東洋学叢書〉2002年7月
- 『長安 百花の時』研文出版〈研文選書〉2011年11月

### 共編著
- 『黄山仙境―久保田博二写真集』岩波書店 1985年6月、岩波同時代ライブラリー 1991年5月（解説）
- 『漢語の散歩道』かもがわ書店 1997年5月（一海知義・筧久美子共著）
- 『四庫提要 北宋五十家研究』汲古書院 2000年2月（野村鮎子共著）
- 『漢語四方山話』岩波書店 2005年1月（一海知義・筧久美子共著）
- 『漢語いろいろ』岩波書店 2006年1月（一海知義・筧久美子共著）
- 『四庫提要 南宋五十家研究』汲古書院 2006年2月（野村鮎子共著）
- 『漢語的不思議世界』岩波書店 2006年1月（一海知義・林香奈共著）
- 『四庫提要 宋代總集研究』汲古書院 2013年1月（野村鮎子共著）
- 『奥深く知る中国 天安門事件から人々の暮らしまで』井手啓二、山本恒人、名和又介、石井義三、吉村澄代共編。かもがわ出版 2019.6

### 翻訳
- 梅堯臣『中国詩人選集二集 第3巻』岩波書店 1962年、新版1990年
- 韓愈・柳宗元『中国詩文選16』筑摩書房 1973年
- 『唐宋八家文 鑑賞中国の古典 20』角川書店 1989年6月